# Eriocaulon candidum
Eriocaulon candidum är en gräsväxtart som beskrevs av Harold Norman Moldenke. Eriocaulon candidum ingår i släktet Eriocaulon och familjen Eriocaulaceae. Inga underarter finns listade i Catalogue of Life.